# Campionato mondiale maschile di hockey su pista Madrid 1960
Il Campionato mondiale di hockey su pista 1960 (in inglese 1960 Roller Hockey World Cup) è stata la quattordicesima edizione della massima competizione per le rappresentative di hockey su pista maschili maggiori e fu organizzata dalla Fédération Internationale de Roller Sports. La competizione si svolse dal 7 al 15 maggio 1960 a Madrid in Spagna. 
La vittoria finale è andata alla nazionale del Portogallo che si è aggiudicata il torneo per l'ottava volta nella sua storia.

## Formula
Il campionato del mondo 1960 vide la partecipazione di dieci squadre nazionali. La manifestazione fu organizzata tramite un girone all'italiana con gare di sola andata; erano assegnati due punti per l'incontro vinto, un punto a testa per l'incontro pareggiato e zero la sconfitta. Al termine del torneo la squadra prima classificata venne proclamata campione del Mondo.

## Squadre partecipanti
| Squadra          | Part. Nº | Partecipazioni precedenti al torneo                                          |
| ---------------- | -------- | ---------------------------------------------------------------------------- |
| Argentina        | 1        | Esordiente                                                                   |
| Belgio           | 14       | 1936, 1939, 1947, 1948, 1949, 1950, 1951, 1952, 1953, 1954, 1955, 1956, 1958 |
| Francia          | 14       | 1936, 1939, 1947, 1948, 1949, 1950, 1951, 1952, 1953, 1954, 1955, 1956, 1958 |
| Germania Ovest   | 10       | 1936, 1939, 1950, 1951, 1953, 1954, 1955, 1956, 1958                         |
| Inghilterra      | 14       | 1936, 1939, 1947, 1948, 1949, 1950, 1951, 1952, 1953, 1954, 1955, 1956, 1958 |
| Italia           | 14       | 1936, 1939, 1947, 1948, 1949, 1950, 1951, 1952, 1953, 1954, 1955, 1956, 1958 |
| Paesi Bassi      | 11       | 1948, 1949, 1950, 1951, 1952, 1953, 1954, 1955, 1956, 1958                   |
| Portogallo       | 14       | 1936, 1939, 1947, 1948, 1949, 1950, 1951, 1952, 1953, 1954, 1955, 1956, 1958 |
| Rep. Araba Unita | 6        | 1948, 1950, 1952, 1953, 1954                                                 |
| Spagna           | 12       | 1947, 1948, 1949, 1950, 1951, 1952, 1953, 1954, 1955, 1956, 1958             |

Nota bene: nella sezione "partecipazioni precedenti al torneo" le date in grassetto indicano la squadra che ha vinto quell'edizione del torneo

## Svolgimento del torneo

### Classifica finale
| Pos | Squadra          | Pt | G | V | N | P | GF | GS | DG  |
| --- | ---------------- | -- | - | - | - | - | -- | -- | --- |
| 1.  | Portogallo       | 18 | 9 | 9 | 0 | 0 | 61 | 9  | +52 |
| 2.  | Spagna           | 16 | 9 | 8 | 0 | 1 | 56 | 8  | +48 |
| 3.  | Argentina        | 13 | 9 | 6 | 1 | 2 | 34 | 24 | +10 |
| 4.  | Italia           | 12 | 9 | 6 | 0 | 3 | 43 | 27 | +16 |
| 5.  | Paesi Bassi      | 9  | 9 | 4 | 1 | 4 | 30 | 35 | -5  |
| 6.  | Inghilterra      | 9  | 9 | 4 | 1 | 4 | 25 | 38 | -13 |
| 7.  | Belgio           | 6  | 9 | 3 | 0 | 6 | 17 | 31 | -4  |
| 8.  | Germania Ovest   | 4  | 9 | 2 | 0 | 7 | 26 | 36 | -10 |
| 9.  | Francia          | 3  | 9 | 1 | 1 | 7 | 10 | 30 | -20 |
| 10. | Rep. Araba Unita | 0  | 9 | 0 | 0 | 9 | 9  | 73 | -64 |

### Risultati
| Madrid 7 maggio 1960 | Inghilterra | 5 – 0 | Belgio | Palacio de Deportes de Madrid |

| Madrid 7 maggio 1960 | Spagna | 4 – 1 | Germania Ovest | Palacio de Deportes de Madrid |

| Madrid 7 maggio 1960 | Portogallo | 3 – 2 | Italia | Palacio de Deportes de Madrid |

| Madrid 8 maggio 1960 | Rep. Araba Unita | 0 – 11 | Germania Ovest | Palacio de Deportes de Madrid |

| Madrid 8 maggio 1960 | Inghilterra | 3 – 3 | Paesi Bassi | Palacio de Deportes de Madrid |

| Madrid 8 maggio 1960 | Italia | 3 – 4 | Argentina | Palacio de Deportes de Madrid |

| Madrid 8 maggio 1960 | Spagna    | 4 – 1 | Francia | Palacio de Deportes de Madrid\| Arbitro: \| Henriques \| |
| Arbitro:             | Henriques |       |         |                                                          |

| Madrid 8 maggio 1960 | Portogallo | 5 – 1 | Belgio | Palacio de Deportes de Madrid |

| Madrid 9 maggio 1960 | Belgio | 1 – 3 | Paesi Bassi | Palacio de Deportes de Madrid |

| Madrid 9 maggio 1960 | Inghilterra | 5 – 1 | Germania Ovest | Palacio de Deportes de Madrid |

| Madrid 9 maggio 1960 | Portogallo | 14 – 0 | Rep. Araba Unita | Palacio de Deportes de Madrid |

| Madrid 9 maggio 1960 | Spagna | 3 – 1 | Argentina | Palacio de Deportes de Madrid |

| Madrid 9 maggio 1960 | Italia | 6 – 0 | Francia | Palacio de Deportes de Madrid |

| Madrid 10 maggio 1960 | Belgio | 2 – 3 | Argentina | Palacio de Deportes de Madrid |

| Madrid 10 maggio 1960 | Rep. Araba Unita | 2 – 7 | Italia | Palacio de Deportes de Madrid |

| Madrid 10 maggio 1960 | Germania Ovest | 5 – 3 | Francia | Palacio de Deportes de Madrid |

| Madrid 10 maggio 1960 | Spagna | 13 – 0 | Inghilterra | Palacio de Deportes de Madrid |

| Madrid 10 maggio 1960 | Portogallo | 7 – 1 | Paesi Bassi | Palacio de Deportes de Madrid |

| Madrid 11 maggio 1960 | Belgio | 2 – 0 | Francia | Palacio de Deportes de Madrid |

| Madrid 11 maggio 1960 | Rep. Araba Unita | 2 – 5 | Inghilterra | Palacio de Deportes de Madrid |

| Madrid 11 maggio 1960 | Portogallo | 8 – 1 | Argentina | Palacio de Deportes de Madrid |

| Madrid 11 maggio 1960 | Spagna | 8 – 0 | Paesi Bassi | Palacio de Deportes de Madrid |

| Madrid 11 maggio 1960 | Italia | 4 – 2 | Germania Ovest | Palacio de Deportes de Madrid |

| Madrid 12 maggio 1960 | Rep. Araba Unita | 1 – 3 | Francia | Palacio de Deportes de Madrid |

| Madrid 12 maggio 1960 | Inghilterra | 2 – 4 | Argentina | Palacio de Deportes de Madrid |

| Madrid 12 maggio 1960 | Germania Ovest | 1 – 5 | Paesi Bassi | Palacio de Deportes de Madrid |

| Madrid 12 maggio 1960 | Portogallo | 3 – 0 | Francia | Palacio de Deportes de Madrid |

| Madrid 12 maggio 1960 | Spagna             | 6 – 1 | Italia | Palacio de Deportes de Madrid\| Arbitro: \| Camille Martinetti \| |
| Arbitro:              | Camille Martinetti |       |        |                                                                   |

| Madrid 12 maggio 1960 | Belgio | 3 – 0 | Rep. Araba Unita | Palacio de Deportes de Madrid |

| Madrid 13 maggio 1960 | Argentina | 4 – 1 | Germania Ovest | Palacio de Deportes de Madrid |

| Madrid 13 maggio 1960 | Paesi Bassi | 5 – 1 | Francia | Palacio de Deportes de Madrid |

| Madrid 13 maggio 1960 | Portogallo | 10 – 0 | Inghilterra | Palacio de Deportes de Madrid |

| Madrid 13 maggio 1960 | Spagna | 12 – 0 | Rep. Araba Unita | Palacio de Deportes de Madrid |

| Madrid 13 maggio 1960 | Italia | 8 – 4 | Belgio | Palacio de Deportes de Madrid |

| Madrid 14 maggio 1960 | Paesi Bassi | 2 – 5 | Argentina | Palacio de Deportes de Madrid |

| Madrid 14 maggio 1960 | Inghilterra | 2 – 0 | Francia | Palacio de Deportes de Madrid |

| Madrid 14 maggio 1960 | Portogallo | 8 – 3 | Germania Ovest | Palacio de Deportes de Madrid |

| Madrid 14 maggio 1960 | Rep. Araba Unita | 1 – 10 | Argentina | Palacio de Deportes de Madrid |

| Madrid 14 maggio 1960 | Spagna         | 5 – 1 | Belgio | Palacio de Deportes de Madrid\| Arbitro: \| Vittorio Mutti \| |
| Arbitro:              | Vittorio Mutti |       |        |                                                               |

| Madrid 14 maggio 1960 | Italia | 7 – 3 | Paesi Bassi | Palacio de Deportes de Madrid |

| Madrid 15 maggio 1960 | Argentina | 2 – 2 | Francia | Palacio de Deportes de Madrid |

| Madrid 15 maggio 1960 | Italia | 5 – 3 | Inghilterra | Palacio de Deportes de Madrid |

| Madrid 15 maggio 1960 | Germania Ovest | 1 – 3 | Belgio | Palacio de Deportes de Madrid |

| Madrid 15 maggio 1960 | Paesi Bassi | 8 – 2 | Rep. Araba Unita | Palacio de Deportes de Madrid |

| Madrid 15 maggio 1960 | Spagna | 1 – 3 | Portogallo | Palacio de Deportes de Madrid\| Arbitro: \| Martin \| |
| Arbitro:              | Martin |       |            |                                                       |